# 겐추
겐추(元中, げんちゅう)는 일본 남북조 시대의 연호(元号) 중 하나이다. 남조에서 사용되었다.
- 전후 : 고와(弘和) 이후 - 메이토쿠(明徳)
- 시기 : 1384년 ~ 1392년
- 천황
  - 남조 : 고카메야마 천황
  - 북조 : 고코마쓰 천황
- 쇼군 : 무로마치 막부의 아시카가 요시미쓰

## 개원(改元)
- 고와 4년 4월 28일(율리우스력 1384년 5월 18일), 갑자혁령에 해당해 개원.
- 겐추 9년 윤10월 5일(율리우스력 1392년 11월 19일), 남북조 통일이 합의되어 북조의 연호인 메이토쿠를 함께 사용하게 되고, 겐추 연호는 폐지된다.

## 서력과의 대조표
| 겐추 | 원년        | 2년        | 3년        | 4년         | 5년        | 6년       | 7년           | 8년          | 9년          |
| ---- | ----------- | ---------- | ---------- | ----------- | ---------- | --------- | ------------- | ------------ | ------------ |
| 서력 | 1384년      | 1385년     | 1386년     | 1387년      | 1388년     | 1389년    | 1390년        | 1391년       | 1392년       |
| 북조 | 시토쿠 원년 | 시토쿠 2년 | 시토쿠 3년 | 가케이 원년 | 가케이 2년 | 고오 원년 | 메이토쿠 원년 | 메이토쿠 2년 | 메이토쿠 3년 |
| 간지 | 갑자        | 을축       | 병인       | 정묘        | 무진       | 기사      | 경오          | 신미         | 임신         |

## 같이 보기
- 일본의 연호 일람

| 이전 고와 | 일본 남조의 연호 1384년 ~ 1392년 | 다음 메이토쿠 (이후 북조 연호 사용) |